# Shorea hulanidda
Shorea hulanidda är en tvåhjärtbladig växtart som beskrevs av A.J.G.H. Kostermans. Shorea hulanidda ingår i släktet Shorea och familjen Dipterocarpaceae. Inga underarter finns listade i Catalogue of Life.